# Kevin Vandenbergh
Kevin Vandenbergh, né le 16 mai 1983 à Bonheiden en Belgique, est un footballeur international belge. Il est le fils d'Erwin Vandenbergh, également footballeur international belge.

## Biographie

### En club
Kevin Vandenbergh met ses premières chaussures à crampons à l'âge de 5 ans et signe son premier contrat professionnel au KVC Westerlo dès l'âge de 16 ans. Durant l'été 2002, Kevin, qui a déjà marqué 14 buts en 43 rencontres, est transféré au KRC Genk. Là aussi, il ne perd pas de temps avant de trouver le chemin des filets. Il inscrit 55 buts lors de ses 4 premières saisons à Genk. 
En 2007, Kevin signe un contrat, dont le montant avoisine le million d'euros, avec le FC Utrecht. Cependant, l'attaquant belge ne dispute que 22 matches et inscrit 9 buts pour le club de l'élite néerlandaise. Au début de la saison 2008-2009, Kevin est prêté au Germinal Beerschot pour lequel il inscrit 16 buts lors des 24 rencontres qu'il dispute. En août 2010, il signe un contrat de deux années au KAS Eupen.
On le retrouve ensuite une saison au Maliwa, puis trois ans à Westerlo et enfin un dernier exercice avec Dessel Sport.
Le bilan de la carrière de Kevin Vandenbergh dans l'élite du football belge s'élève à 259 matchs joués, pour 95 buts marqués.
Kevin Vandenbergh prend alors du recul avec le football professionnel et rejoint le SC Aarschot qui milite en P2 Brabant (7e niveau). Meilleur buteur de sa série avec 60 goals, il contribue à la montée parmi l'élite provinciale de Brabant flamand . Le "SC Aarschot" (matricule 9504) a été créé en 2007 à la suite de la cessation d'activités du KVO Aarschot.

### En sélections nationales
Kevin Vandenbergh reçoit 13 sélections en équipe de Belgique entre 2005 et 2007, inscrivant trois buts.
Il joue son premier match en équipe nationale le 26 mars 2005, contre la Bosnie-Herzégovine. Ce match gagné 4-1 à Bruxelles rentre dans le cadre des éliminatoires du mondial 2006.
Il marque son premier but avec la Belgique le 7 septembre 2005, contre l'équipe de Saint-Marin, à nouveau lors des éliminatoires du mondial 2006. La Belgique s'impose sur le large score de 8-0 à Anvers. Il marque son deuxième but le 1er mars 2006, en amical contre le Luxembourg (victoire 0-2).
Il inscrit son troisième et dernier but le 11 octobre 2006, contre l'Azerbaïdjan, lors des éliminatoires de l'Euro 2008. La Belgique s'impose sur le score de 3-0 à Anderlecht. Il reçoit sa dernière sélection le 7 février 2007, en amical contre la République tchèque (défaite 0-2).

## Palmarès
- Vice-champion de Belgique en 2007 avec le KRC Genk
- Champion de Belgique de D2 en 2014 avec le KVC Westerlo
- Finaliste de la Coupe de Belgique en 2001 avec le KVC Westerlo